# مايك ماكنزي (سياسي)
مايك ماكنزي هو سياسي بريطاني، ولد في 18 نوفمبر 1958 في Oban ‏ في المملكة المتحدة. نشط حزبياً في الحزب الوطني الإسكتلندي. في الانتخابات النيابية العمومية الاسكتلندية 2011 ‏، انتخب عضو البرلمان الاسكتلندي الرابع ‏ عن دائرة Highlands and Islands (Scottish Parliament electoral region) ‏ وقد انضم خلال فترته النيابية ‏ (5 مايو 2011 – 24 مارس 2016) للكتلة البرلمانية الحزب الوطني الإسكتلندي.